# 長野県道376号長野停車場岡田線
長野県道376号長野停車場岡田線（ながのけんどう376ごう ながのていしゃじょうおかだせん）は、長野県長野市石堂東の長野駅から同市中御所岡田町の国道19号交点を結んでいた約500mの一般県道。2018年（平成30年）4月1日に廃止され、長野市に移管された。

## 県道指定当時の概要

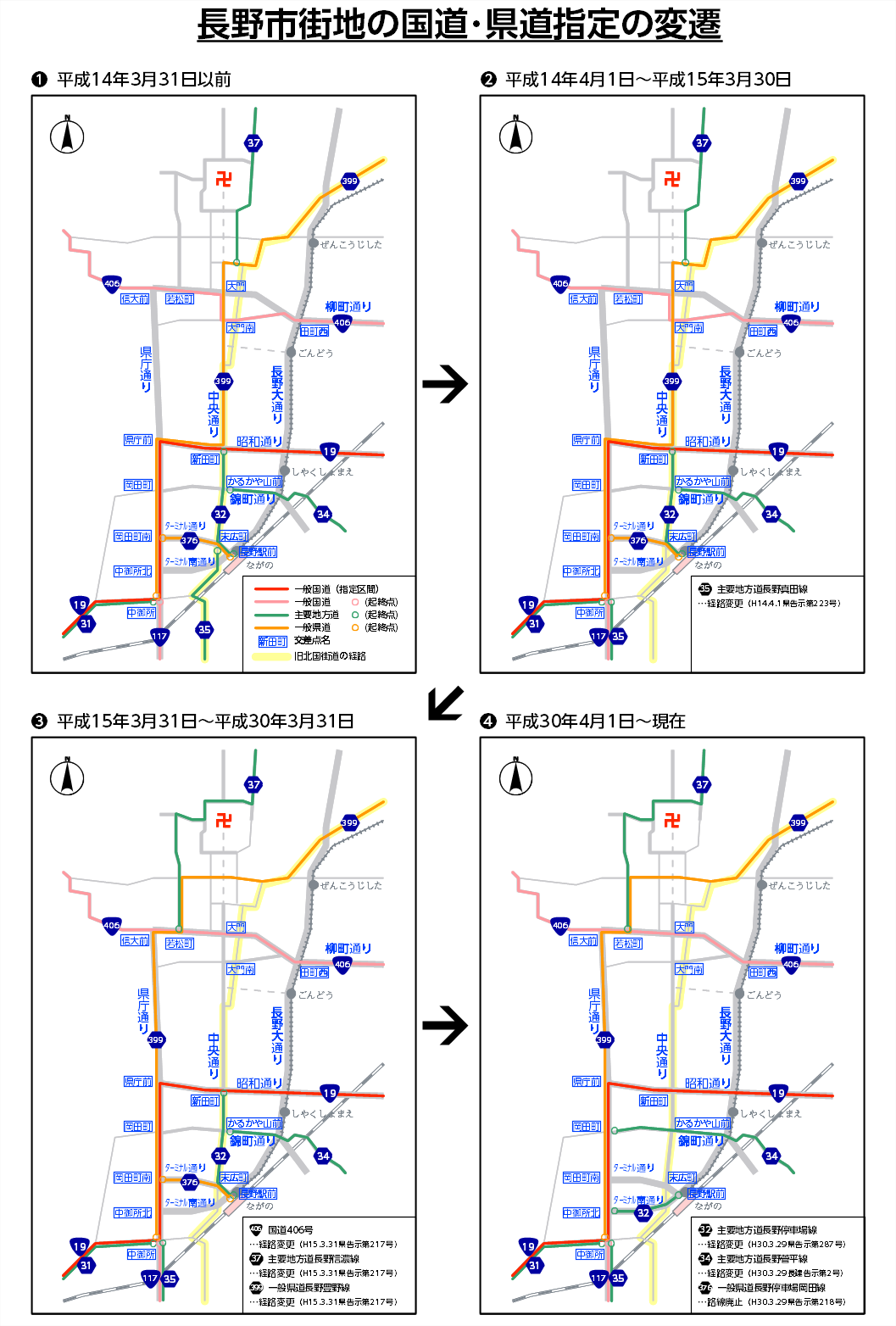
長野市街地の国道・県道指定の変遷

長野県道32号長野停車場線と同一起点で、長野駅前交差点〜末広町交差点の約120mほど重複していた。

### 路線データ
- 起点：長野市大字南長野字石堂東（信越本線長野駅）
- 終点：長野市大字中御所字岡田（岡田町南交差点＝国道19号交点）
- 実延長：380m
- 幅員：4車線

### 重複区間
- 長野県道32号長野停車場線（長野駅前・末広町交差点間）

## 現況
中央通りの管理一元化に伴う周辺の長野県道再編によって、2018年（平成30年）に県道の指定を解かれ、長野駅前交差点〜末広町交差点は長野市道長野西944号線、末広町交差点〜岡田町南交差点は長野市道長野西945号線となった。
長野駅前交差点〜末広町交差点は、末広通りと呼ばれる。1888年（明治21年）の長野駅開業時に、駅前から扇状に開鑿された3本の新道の一つである（長野駅第一線路）。沿道は雑居ビルが立ち並び、居酒屋等の飲食店が軒を連ねる繁華街である。この繁華街は、末広町交差点で分かれる中央通り方面に連続する。中央通りとあわせて、駐車監視員活動の最重点路線となっている（長野中央警察署管内）。
末広町交差点〜岡田町南交差点は、ターミナル通りと呼ばれる。末広通りとは対照的に、オフィスビルが立ち並ぶ落ち着いた街並みで、県下最大の銀行である八十二銀行の本店や、通りの名の由来となった長野バスターミナルが立地する。

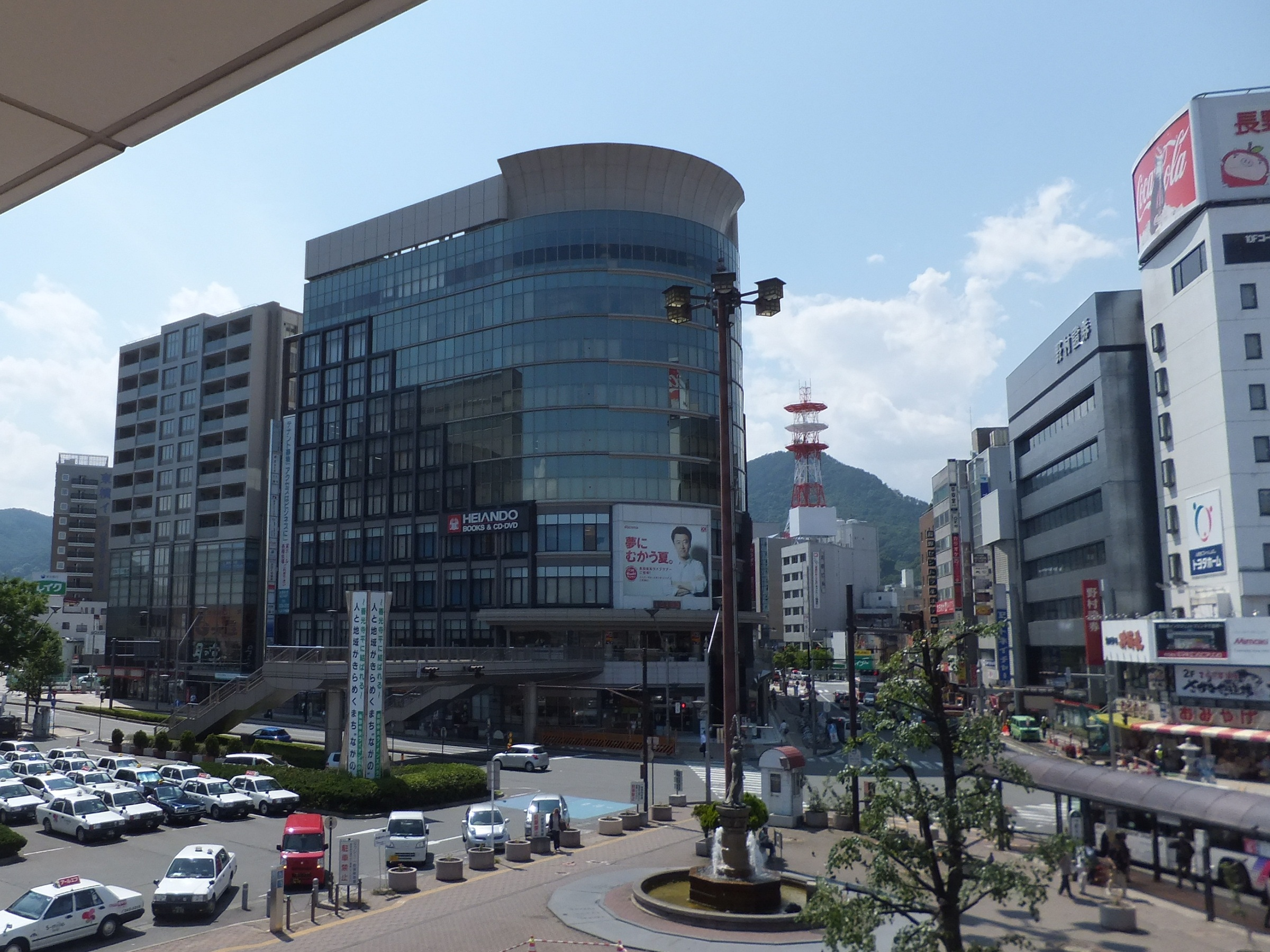
長野駅善光寺口から望む。中央の通りが末広通り。
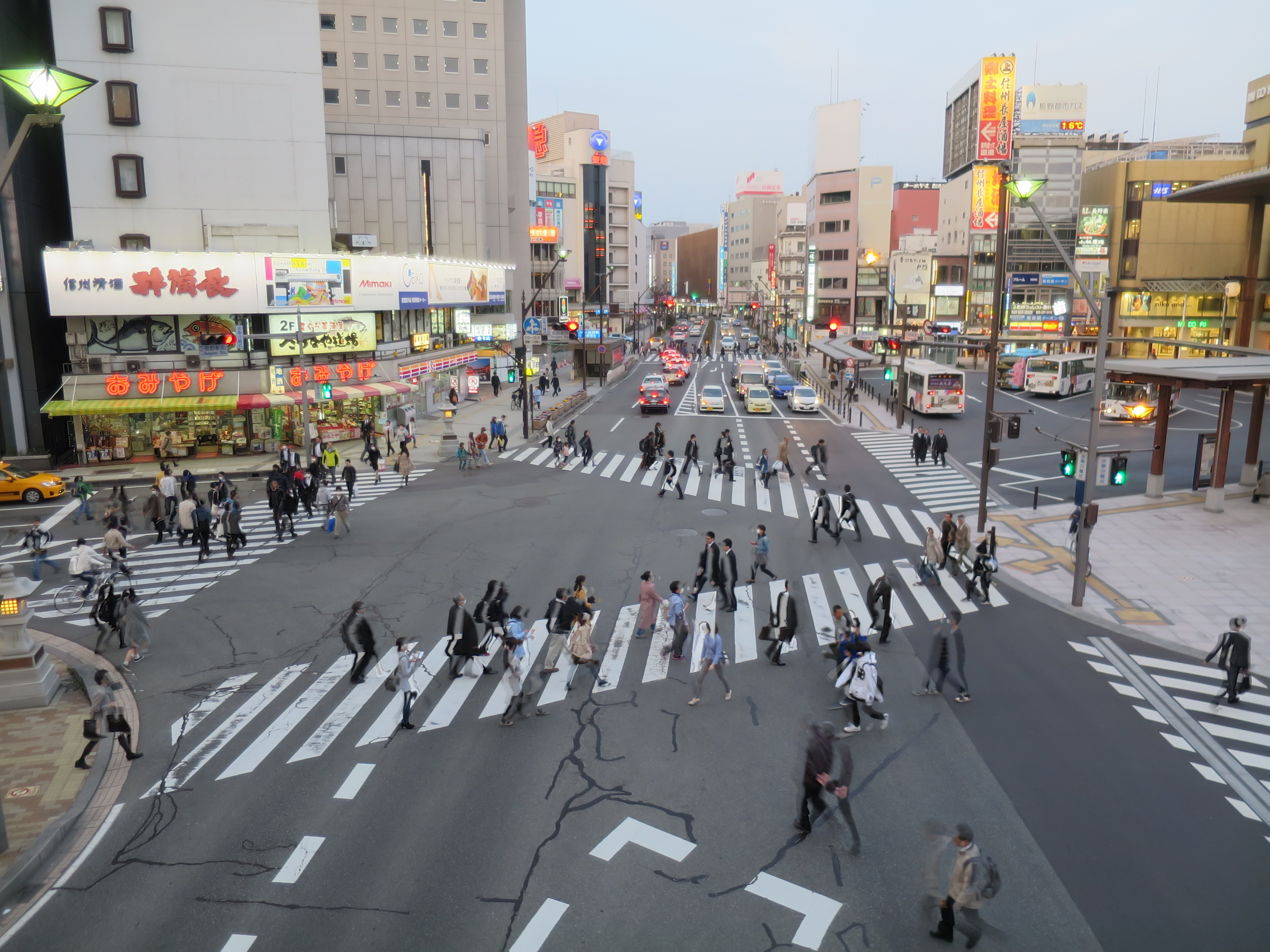
長野駅前交差点。写真左方に伸びる通りが末広通り。
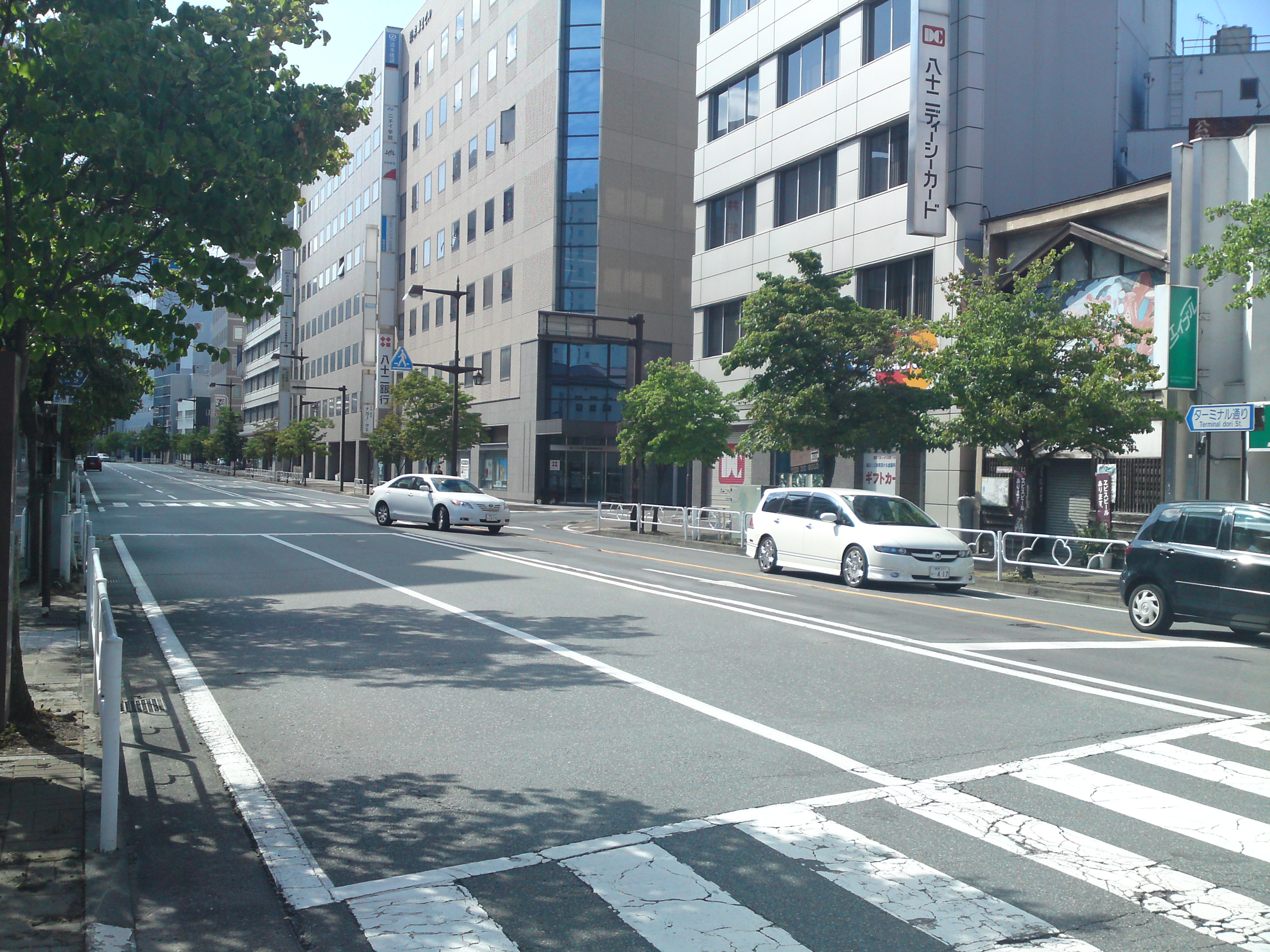
末広町交差点から長野バスターミナル方面を望む（ターミナル通り）。
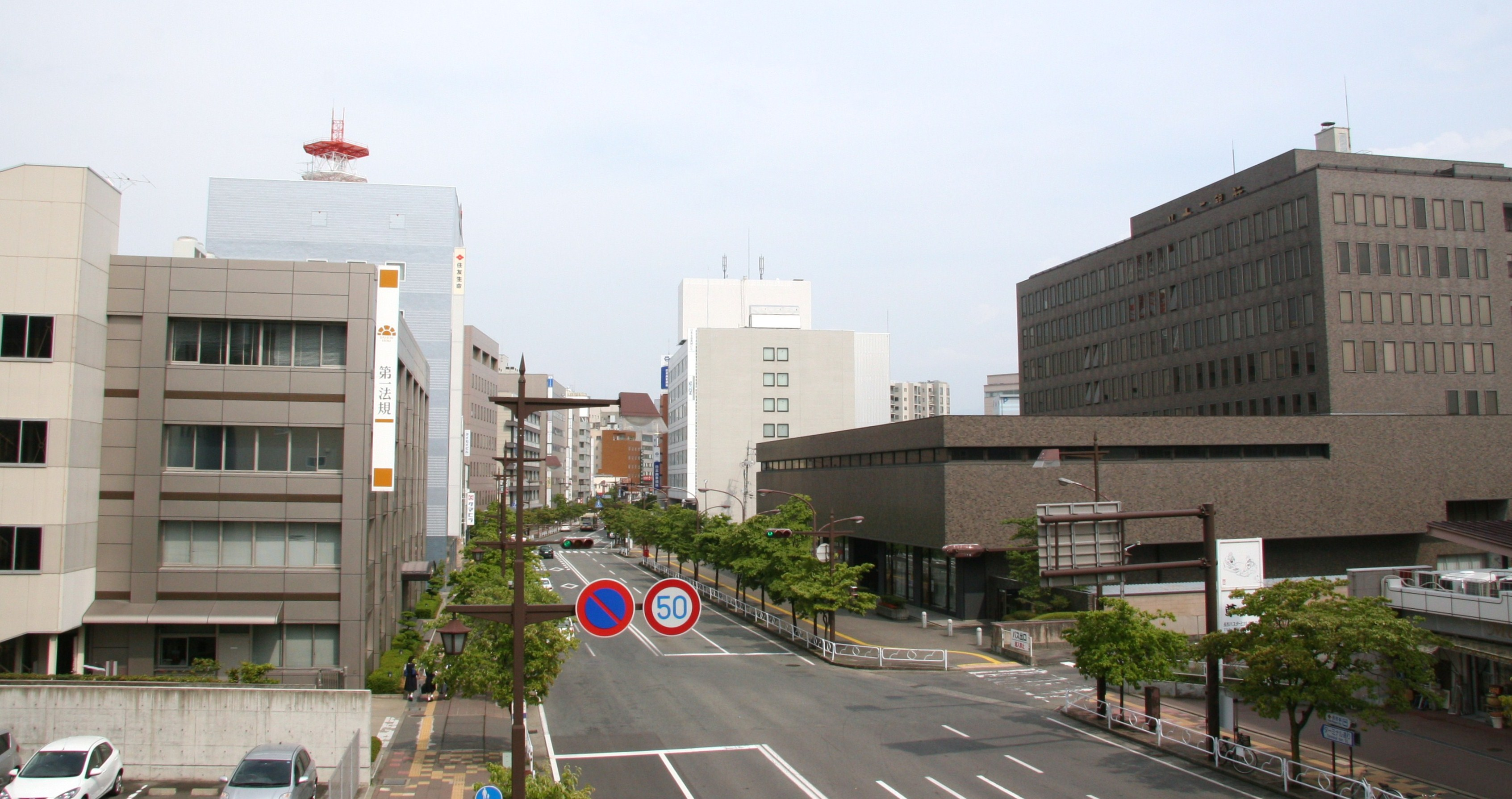
岡田町南交差点から長野駅方面を望む（ターミナル通り）。

### 交差する道路
- 長野駅前交差点（長野市末広町＝旧起点）
  - 長野市道（長野大通り）
  - 長野県道32号長野停車場線（ターミナル南通り）
- 末広町交差点（長野市南石堂町）
  - 長野市道（中央通り）
- 岡田町南交差点（長野市中御所岡田町＝旧終点）
  - 国道19号（県庁通り）

### 沿道

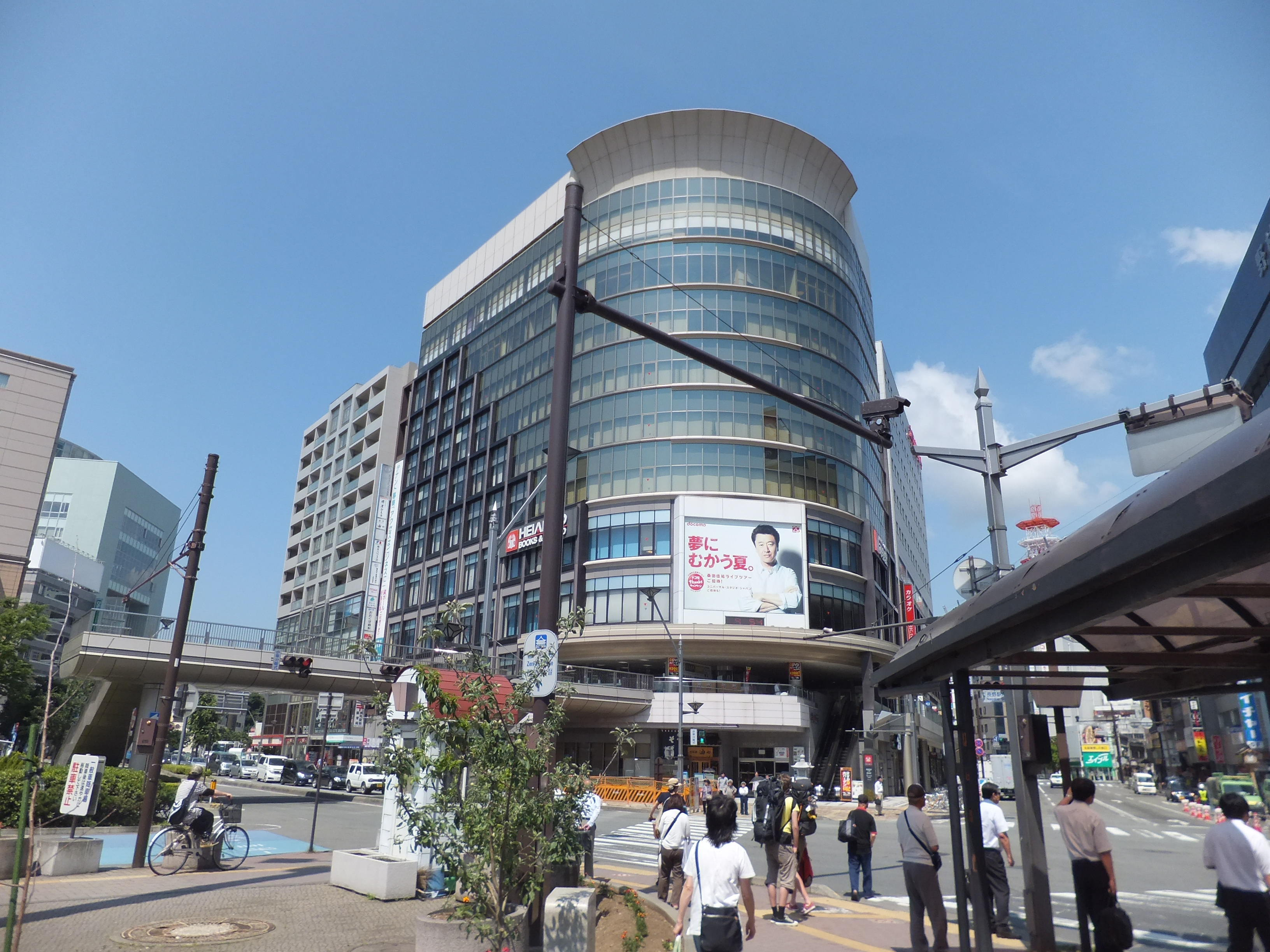
ウェストプラザ長野
  - ドン・キホーテ 長野駅前店
- ナカジマ会館ビル
  - 野村證券 長野支店
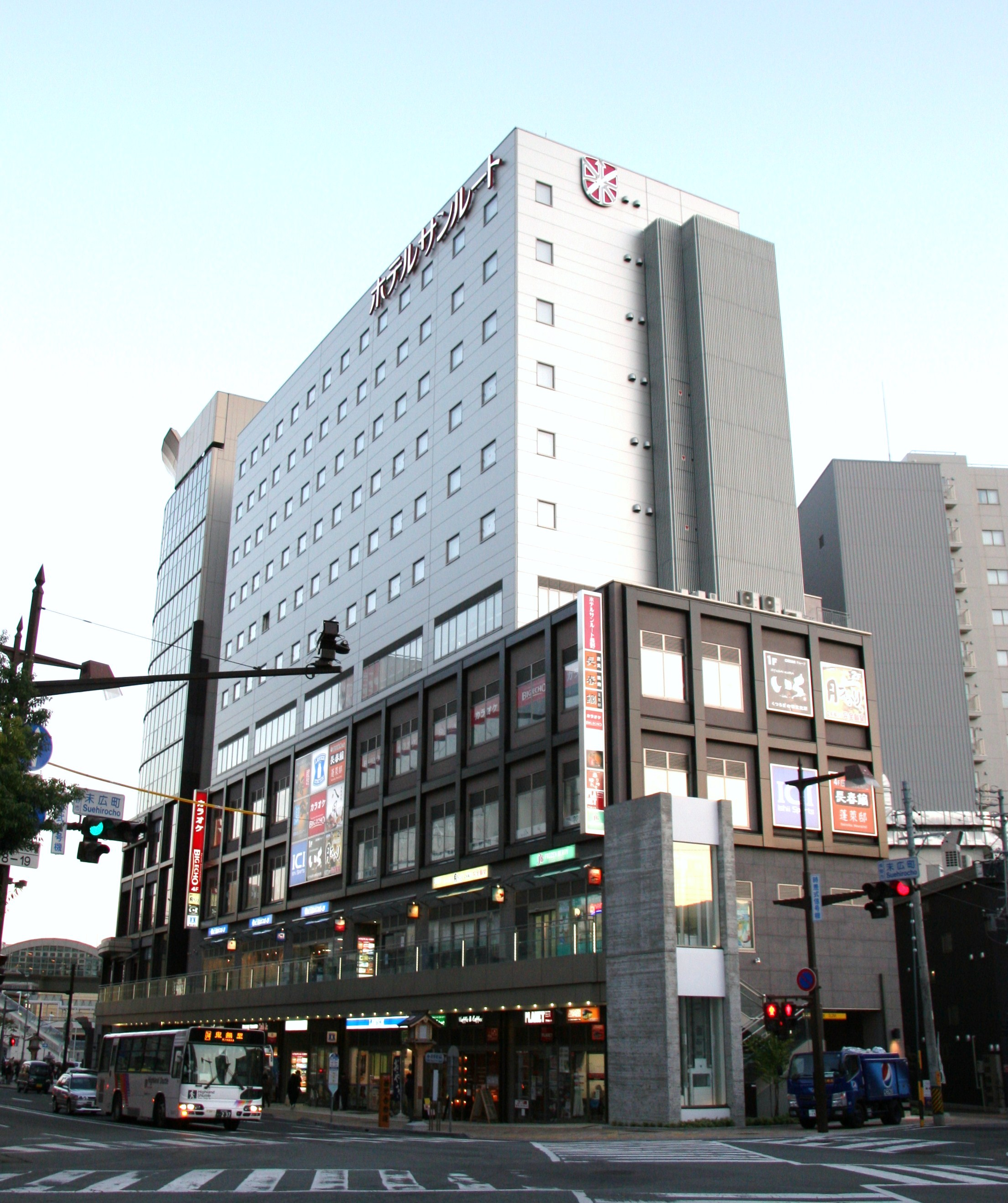
末広町ビルディング（Nacs末広）
  - ホテルサンルート長野
  - 長野駅前バス停（9番のりば）
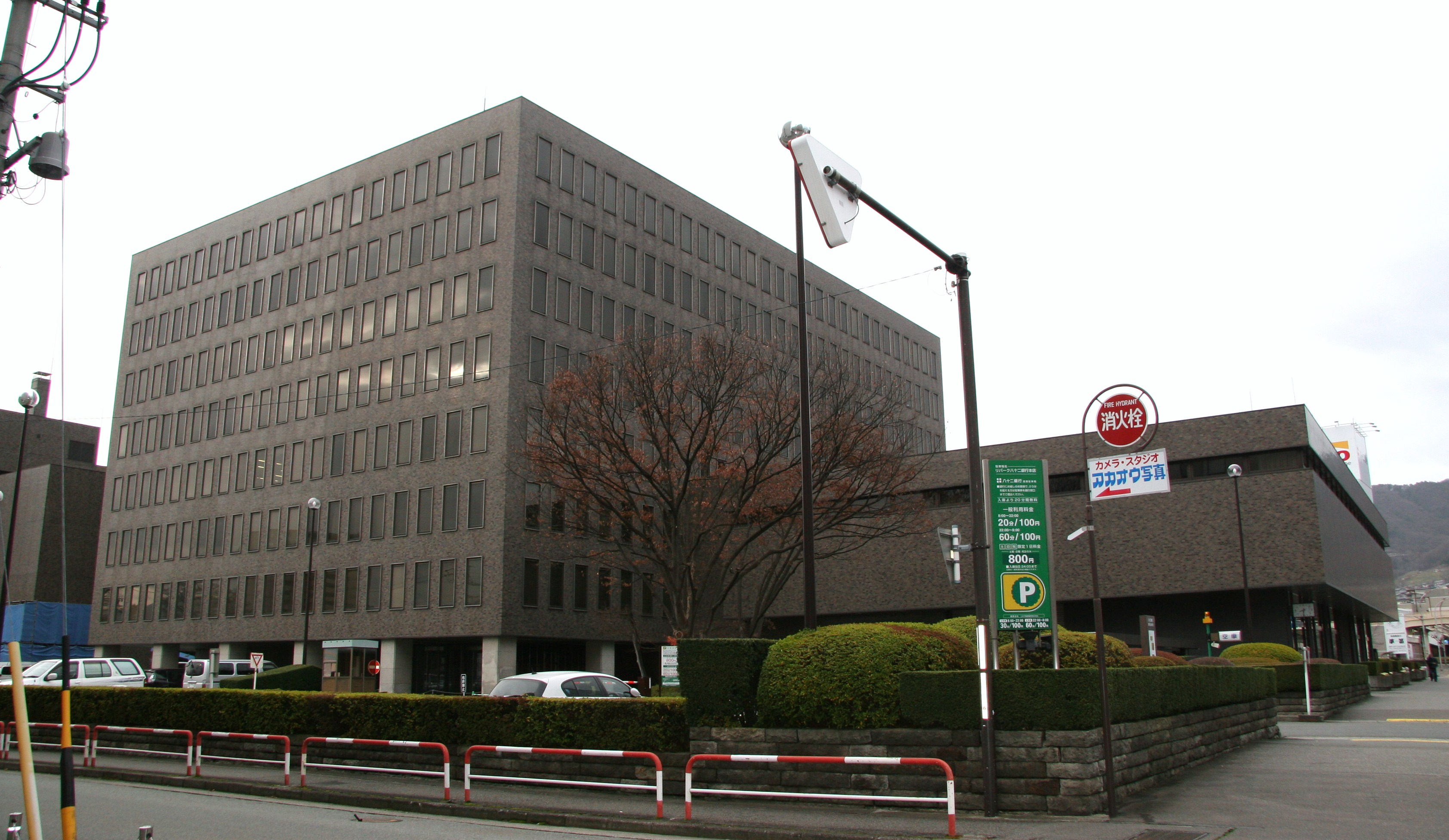
南石堂興産ビル
  - 八十二カード 本社
- 長栄第2ビル
  - 八十二銀行 長野駅前支店
- 長栄ビル
  - みずほ証券 長野支店
- 大樹生命長野ビル
  - 大樹生命保険 長野営業部
  - 日本振興銀行 長野店
  - 大和証券 長野支店
- 長野第一生命ビルディング
  - 第一生命保険 長野支社
- 損保ジャパン長野ビル
  - 損害保険ジャパン 長野支店
- ニッセイ長野ビル
- 八十二銀行 本店
  - 八十二投資顧問
  - 日本銀行 長野事務所
- 住友生命長野岡田町ビル
  - 住友生命保険 長野支社
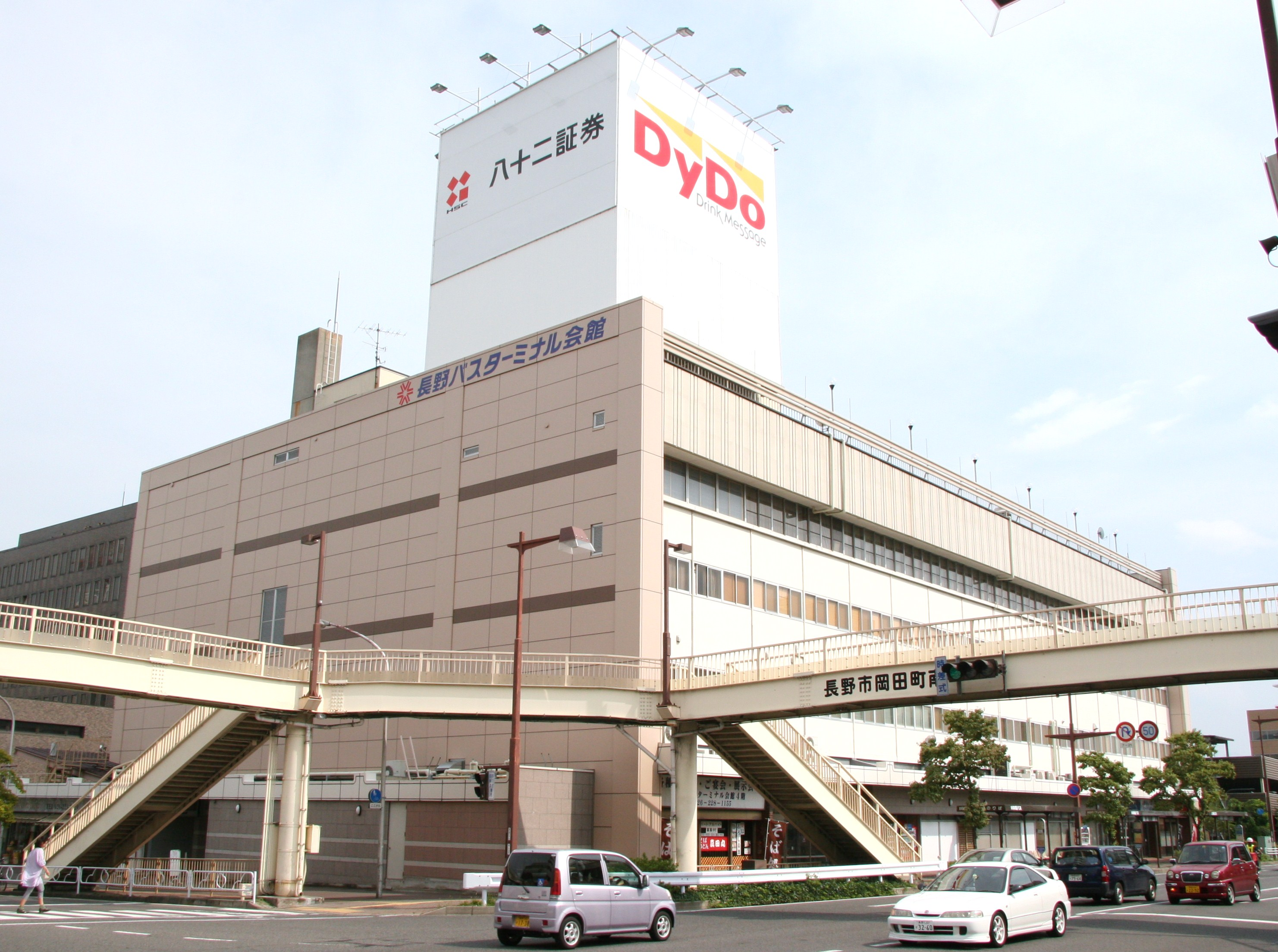
長野バスターミナル
  - 八十二証券 長野支店

- ウェストプラザ長野
- Nacs末広
- 八十二銀行 本店
- 長野バスターミナル